# San José de Aerocuar
San José de Aerocuar é uma cidade venezuelana, capital do município de Andrés Mata.